# Långa nätter
Långa nätter er den svenske artist Melissa Horns debutalbum fra 2008.

## Spor
1. Kvar i nåt jag lämnat - 3:27
2. Långa nätter - 3:21
3. Vår sista dans - 3:00
4. Som jag hade dig förut (med Lars Winnerbäck) - 3:45
5. När det äntligen är över - 2:47
6. New York - 3:29
7. En famn för mig - 3:32
8. Hanna - 3:07
9. Sen en tid tillbaka - 3:54
10. Kungsholmens hamn - 3:32
11. Till Hiva - 2:35